# Matias de Albuquerque, Conde de Alegrete
Matias de Albuquerque, primeiro e único Conde de Alegrete (Olinda, c. 1580 – Lisboa, 9 de junho de 1647), foi um administrador colonial e militar superior luso-brasileiro. Foi Governador da Capitania de Pernambuco e Governador-geral do Brasil (o primeiro nascido na colônia). Era neto de Duarte Coelho, o primeiro donatário da Capitania de Pernambuco, e primo de Matias de Albuquerque, 15.º vice-rei da Índia.
O rei D. João IV atribui-lhe o título de Conde de Alegrete por ter derrotado os espanhóis na Batalha do Montijo em 1644. 

## Biografia
O seu nome de nascimento era Paulo de Albuquerque, sendo filho de Jorge de Albuquerque Coelho, 3.º governador da capitania de Pernambuco, e de sua segunda mulher, D. Catarina da Silva (filha de D. Álvaro Coutinho, comendador de Almourol); porém, quando foi nomeado por seu primo, o acima nomeado Matias de Albuquerque, como primeiro administrador de todos os bens do morgado por este instituído, passou a chamar-se Matias de Albuquerque.
No exercício do governo da capitania de Pernambuco, quando da primeira das Invasões holandesas do Brasil (1624–1625), à capital do Estado do Brasil, Salvador, foi designado interinamente pela Câmara (então refugiada na vila da Vitória, na Capitania do Espírito Santo) para o cargo de Governador-Geral do Estado do Brasil, diante da captura e deportação do seu antecessor, D. Diogo de Mendonça Furtado (1621–1624).[carece de fontes?]

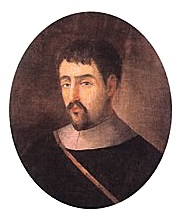
O jovem fidalgo Matias de Albuquerque.

Assim que foi informado da nomeação, pretendeu partir imediatamente em socorro da capital ocupada. Atendendo a conselhos, permaneceu em Olinda, de onde enviou expressivos reforços para a guerrilha sediada no arraial do rio Vermelho e no Recôncavo.
Em fins de 1625 nomeou seu sucessor, Francisco de Moura Rolim (1625–1627). Chamado à Corte, diante dos rumores da preparação de uma grande expedição holandesa para invadir o nordeste do Brasil, foi nomeado Visitador e fortificador das capitanias do Norte, retornando em fins de 1629 ao Brasil com os pouquíssimos recursos que lhe foram disponibilizados para o encargo.
Assim mesmo, enfrentou em fevereiro de 1630 a segunda das invasões holandesas, em Olinda e Recife, sendo forçado a recuar diante da superioridade dos atacantes. Incendiou os armazéns do porto do Recife, impedindo o saque do açúcar pela Companhia Holandesa das Índias Ocidentais (WIC). Reorganizou a defesa luso-espanhola a partir do Arraial Velho do Bom Jesus, a meia-distância entre Olinda e Recife, confinando os agressores ao perímetro urbano daquela povoação e vila até 1634.
Após o cerco e destruição do Arraial do Bom Jesus, foi forçado a recuar com suas forças para a Capitania da Bahia. De passagem por Alagoas, reconquistou temporariamente Porto Calvo, capturando na ocasião Domingos Fernandes Calabar, que julgou e sentenciou à morte por enforcamento, pelo crime de traição.

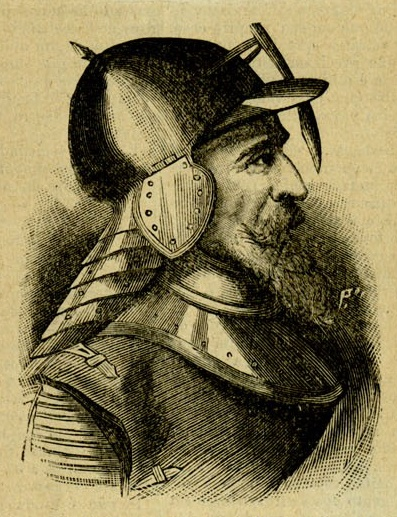
Mathias D'Albuquerque (Francisco Pastor, Diário Illustrado, 1º/12/1890).

Intimado a retornar a Portugal, foi responsabilizado pela perda de Pernambuco e detido no Castelo de São Jorge.
Libertado com a Restauração da independência em 1640, foi designado, no contexto da Guerra da Restauração, governador das armas para o Alentejo, onde complementou as defesas da Praça-forte de Olivença, da praça de Elvas e da praça de Campo Maior.
Logo depois, porém, achou-se suspeito de envolvimento na conspiração do Marquês de Vila Real, e foi novamente preso, desta vez em Setúbal; mas rapidamente foi reconhecido como inocente e solto, voltando em 1643 a comandar o exército do Alentejo.
Ao vencer a batalha do Montijo contra os espanhóis (26 de maio de 1644), a primeira grande vitória da guerra da restauração, confirmou os seus méritos de militar (general), sendo recompensado por D. João IV com o título de 1.º conde de Alegrete, por carta de 1 de junho de 1644. 
Acerca desse feito, em 26 de maio, junto ao Montijo, assim teria exortado os soldados portugueses ao combate:
"No sucesso de hoje, consiste a conservação de nossas vidas, a liberdade da nossa Pátria e a opinião da nossa monarquia... A pelejar, valorosos portugueses, que o inimigo vem chegando! A pelejar, que é o mesmo que mandar-vos a vencer!" (Luís de Meneses. História de Portugal Restaurado.)
Foi o único possuidor do título condal, tendo casado, sem geração, com D. Catarina Bárbara de Noronha, irmã do 1.º conde de Vila Verde, que foi condessa de Alegrete e, depois de viúva, feita Marquesa de Alenquer, por ocasião do casamento de D. Maria Sofia de Neuburgo com D. Pedro II, ocorrido em 11 de agosto de 1687. A condessa foi camareira-mor da rainha e administradora de duas comendas pertencentes ao filho primogénito de outro militar da guerra da restauração (D. Francisco de Azevedo e Ataíde), tendo falecido em 15 de maio de 1703.
Matias de Albuquerque faleceu no ano de 1647